# لی واینینگ (کالیفرنیا)
لی واینینگ (به انگلیسی: Lee Vining) یک منطقهٔ مسکونی در ایالات متحده آمریکا است که در شهرستان مونو، کالیفرنیا واقع شده‌است. لی واینینگ ۱۳٫۵۲۱ کیلومتر مربع مساحت و ۲۲۲ نفر جمعیت دارد و ۲٬۰۶۷ متر بالاتر از سطح دریا واقع شده‌است.